# WRS
Andrei Ionuț Ursu (Buzău, 16 de enero de 1993), conocido profesionalmente como WRS (pronunciado [ˈurs]), es un bailarín, cantante y compositor rumano. Antes de iniciar su carrera como artista, trabajó como bailarín para artistas famosos como Inna, Antonia Iacobescu o Carla's Dreams y formó parte del cuerpo de baile de Pro TV en programas como Vocea României y Românii au talent. En enero de 2020, firmó con Global Records y comenzó su proyecto de música electropop bajo el nombre artístico de WRS.

## Vida y carrera
Andrei Ionuț Ursu nació en Buzău, Rumanía, el 16 de enero de 1993. A los 12 años, empezó a bailar porque lo animaron sus padres, bailarines de música folclórica.
En 2015, comenzó su carrera musical en la banda de chicos Shot. Después de dos años, abandonó el proyecto, se mudó a Londres y empezó a componer música.
WRS debutó en enero de 2020 con la canción "Why", que obtuvo más de un millón de visitas en YouTube y cuatrocientas mil reproducciones en Spotify.
Los sencillos "Amore", con İlkan Günüç y "Tsunami", tuvieron éxito tanto en el entorno digital como en la radio, y ocuparon los primeros lugares en las listas de música de Rumanía y Bulgaria.
En febrero de 2022, WRS lanzó el sencillo "Llámame", con el que representaron a Rumanía en el Festival de la Canción de Eurovisión 2022 tras ganar el Selecţia Naţională. Consiguió clasificarse para la Gran Final del 14 de mayo en Turín tras superar la semifinal, obteniendo el puesto 18. Gracias al éxito de la canción en España, tras el festival visitó varios medios de comunicación españoles. Entró también en la lista de ventas de países como México, Argentina y Colombia.

## Vida personal
En una entrevista de mayo de 2023 con El País, Wrs reveló que está en una relación con un hombre.

## Discografía

### EP
| Título  | Detalles                                                   |
| ------- | ---------------------------------------------------------- |
| Mandala | - Lanzamiento: TBA 2022 - Discográfica: TBA - Formato: TBA |

### Sencillos

#### Como artista principal
| Título                                                                     | Año  | Mejores posiciones en listas | Mejores posiciones en listas | Álbum       |
| Título                                                                     | Año  | ROU                          | BUL                          | Álbum       |
| -------------------------------------------------------------------------- | ---- | ---------------------------- | ---------------------------- | ----------- |
| "Why"                                                                      | 2020 | —                            | —                            | (Sin álbum) |
| "No Weight"                                                                | 2020 | —                            | —                            | (Sin álbum) |
| "Hadi"                                                                     | 2020 | —                            | —                            | (Sin álbum) |
| "La răsărit"                                                               | 2020 | —                            | —                            | (Sin álbum) |
| "All Alone"                                                                | 2020 | —                            | —                            | (Sin álbum) |
| "Amore" (with İlkan Günüç)                                                 | 2021 | 7                            | —                            | (Sin álbum) |
| "Maui" (with Killa Fonic)                                                  | 2021 | —                            | —                            | (Sin álbum) |
| "Tsunami"                                                                  | 2021 | —                            | 6                            | (Sin álbum) |
| "Leah" (with Iraida)                                                       | 2021 | —                            | —                            | Mandala     |
| "La Luna"                                                                  | 2022 | —                            | —                            | Mandala     |
| "Dalia"                                                                    | 2022 | —                            | —                            | Mandala     |
| "Don't Rush"                                                               | 2022 | —                            | —                            | Mandala     |
| "Llámame"                                                                  | 2022 | 3                            | —                            | (Sin álbum) |
| "—" denota que no estuvo en listas o que no fue lanzado en ese territorio. |      |                              |                              |             |

## Premios y nominaciones
| Año  | Premio            | Categoría            | Trabajo | Resultado | Ref.   |
| ---- | ----------------- | -------------------- | ------- | --------- | ------ |
| 2020 | The Artist Awards | Best New Artist      | WRS     | Nominado  | [ 24 ] |
| 2021 | The Artist Awards | Best Upcoming Artist | WRS     | Nominado  | [ 25 ] |